# 罗伯托·里维利诺
罗伯托·里维利诺（葡萄牙語：Roberto Rivellino，1946年1月1日—），巴西足球运动员，主要踢的位置是進攻中場或邊鋒，是1970年世界杯冠軍隊員及賽事最佳陣容，後來又代表巴西踢了1974和1978兩屆世界盃，分別取得第四和第三，他也曾經擔任過巴西國家隊隊長，巴西足球傳奇巨星之一。以大把的鬍子、精準的長距離傳球、弧線自由球和運球技巧聞名。
他將賽吉歐·越後的甩牛尾（英語:flip-flap）技巧改良並發揚光大，日後兩位南美足球巨星馬拉度納和小羅納度皆表示他們從里維利諾的影片中獲得許多啟發，馬拉度納更表示里維利諾是他兒時的偶像。